# Reino de Cingala
El Reino de Cingala o Reino cingalés hace referencia a los sucesivos reinos cingaleses que formaban lo que es la actual Sri Lanka. Fundado en el año 543 a. C., el Reino Cingalés existió constituido diversos reinos conocidos por la ciudad en la que se encontraba su centro administrativo, estos fueron, por orden cronológico: Tambapanni, Upatissa Nuwara, Anuradhapura, Polonnaruwa, Dambadenya, Gampola, Kotte, Sitawaka y Kandy. El Reino Cingalés dejó de existir en el año 1815, aunque coexistieron diversas colonias portuguesas, neerlandesas y alemanas, así como el Reino de Jaffna y las Jefaturas Vanni, que no formaban parte del Reino.

## Épocas
- Reino de Tambapanni (543 a. C.-505 a. C.)
- Reino de Upatissa Nuwara (505 a. C.-377 a. C.)
- Reino de Anuradhapura (377 a. C-1017 d. C.)
- Reino de Polonnaruwa (1056-1236)
- Reino de Dambadeniya (1220-1345)
- Reino de Gampola (1345-1412)
- Reino de Kotte (1412-1597)
- Reino de Sitawaka (1521-1593)
- Reino de Kandy (1590-1815)